# Andranik Madadian
Andranik "Andy" Madadian (nacido el 22 de abril de 1958) es un cantante y escritor armenio-iraní.
Andranik Madadian (persa: آندرانیک مددیان, armenio: Անդրանիկ Մադադյան) nació en Teherán, Irán de padres armenios. Andy es visto por muchos como una figura importante en la música pop iraní desde los ochenta y noventa. Inició su carrera como promotor de Alireza Amirghassemi a inicio de los ochenta y tuvo éxito cuando se juntó con Kouros formando un dúo próspero.
En 1992, Andy y Kouros se separaron, para seguir su carrera como solistas.
Desde el inicio de su carrera como solista Andy ha lanzado 15 álbumes, incluyendo el álbum multicultural “And My Heart” en 2000, donde canta en persa, inglés, español, armenio, árabe e hindú. A finales de ese año, se lanzó una edición estadounidense del álbum.
En marzo de 2006, “City of Angels” fue #1 en Virgin Megastores en Dubái.
En junio de 2009 grabó la canción "Stand By Me" junto a Jon Bon Jovi y Richie Sambora para ayudar a la gente de Irán.

## Discografía
| Año  | Título                    | Canciones Destacadas                                                        | Notas |
| ---- | ------------------------- | --------------------------------------------------------------------------- | --- |
| 1985 | Khastegary                | Khastegary Madar                                                            | Álbum en dúo |
| 1988 | Parvaz                    | Restless Chi Mishod Niloufar Topoli Maa Hameh Irooni Hastim                 | Álbum doble |
| 1990 | Balla!                    | Balla Layla Don't Go Away Shaytoon balla Khodaye Asemoonha Atish            | Álbum doble |
| 1991 | Goodbye                   | Dohktare Atishpareh Yasaman                                                 | Álbum en dúo |
| 1992 | Beegharar                 | Beegharar Entezar Dokhtar Irooni Shaytanat Shabgard                         | Primer álbum como solista |
| 1993 | Laili                     | Yeh Roozi Tange Ghoroobe Asemoon                                            | En Colaboración con Bijan Mortazavi y Hassan Shamaizadeh                                                                                  |
| 1994 | Tanhaee                   | Tanhaee Cheshmaye Naaz                                                      | Álbum como solista |
| 1996 | Devoted                   | Sarsepordeh Dokhtare Bandar                                                 | Álbum como solista |
| 1998 | Silk Road                 | Tou Keh Rafti Shabeh Man Orere Seero Az Khod Gozashteh                      | Álbum como solista |
| 1999 | Ghahremanane Vatan        | Ghahremanane Vatan                                                          | Colaboración – con Leila Forouhar y Dariush                                                                                               |
| 1999 | Nuneh                     | Chera Ashegh Shodam                                                         | Sencillo |
| 2000 | And My Heart              | Yalla Rayhan                                                                | Álbum como solista: incluyendo 7 canciones en persa, 1 en inglés, 1 en español (Dueto con Soraya), 1 en armenio, 1 en árabe, y 1 en hindú |
| 2000 | And My Heart              | Yalla Rayhan Hotel California                                               | Álbum como solista: incluyendo 7 canciones en persa, 3 en inglés, 2 en español (Dueto con Soraya), 2 en armenio, 1 en árabe, y 1 en hindú |
| 2001 | Yaran                     |                                                                             | Colaboración – con Pyruz, Paksima, y Hamid                                                                                                |
| 2002 | Khalvate Man              | Negahe Avval Shaghayegh                                                     | Álbum como solista |
| 2003 | Orere Seero               |                                                                             | Álbum como solista – su primer álbum completamente en armenio                                                                             |
| 2004 | Platinum                  | Salame Asheghouneh (cantado primera vez por Morteza) Ghesseye Baran Aroosak | Álbum como solista: Salame Asheghouneh y Aroosak fueron incluidas en la película nominada al Óscar “House of Sand & Fog”                  |
| 2006 | City of Angels            | Mohem Nabood Peechack Gole Bandar                                           | Álbum como solista: 10 canciones originales y 6 remixes en 2 CD                                                                           |
| 2007 | Airport                   | Foroudgah Deltang                                                           | Álbum como solista: 14 canciones originales y 2 remixes                                                                                   |
| 2007 | Live at The Kodak Theater | Mardeh Tanha Beegharar                                                      | Concierto en vivo – 33 canciones originales                                                                                               |

### Vídeos/DVD
- La gira
- Orere Seero
- Platino
- Ciudad de Ángeles
- Andy en Vivo desde el Teatro Kodak
- Bala

## Filmografía
| Año  | Título                                 | Personaje           |
| ---- | -------------------------------------- | ------------------- |
| 2003 | Angeles de Irán                        | Andy                |
| 2003 | La Casa de Arena y Niebla              | Cantante de la Boda |
| 2005 | The Keeper: La Leyenda de Omar Khayyam | Ali Ben-Sabbah      |